# DinDin
Lim Cheol (hangul: 임철, hanja: 林哲, RR: Im Cheol; Seúl, 20 de noviembre de 1991), más conocido como DinDin (hangul: 딘딘), es un rapero coreano.

## Carrera
Es miembro de la agencia " D.O Entertainment ".
En el 2016 apareció como miembro del panel de detectives durante la tercera temporada del programa de canto I Can See Your Voice.
En el 2018 obtuvo su primer papel en la televisión cuando se unió al elenco recurrente de la serie Queen of Mystery 2 donde interpretó a Park Jae-soon alias "MC J", un miembro del Mystery Squad.
En julio del 2018 se anunció que se había unido como uno de los presentadores del programa de realidades Got Ya! GWSN.

## Filmografía

### Programas de variedades
| Año           | Programa                               | Notas                                                          |
| ------------- | -------------------------------------- | -------------------------------------------------------------- |
| 2021-presente | Phone Cleansing                        | miembro                                                        |
| 2019-presente | 2 Days & 1 Night                       | miembro                                                        |
| 2019          | We Play                                | miembro                                                        |
| 2019          | Battle Trip                            | [ 6 ]                                                          |
| 2019          | My Brain-fficial                       | (ep. #2.11) - invitado                                         |
| 2018          | Dunia: Into A New World                | (ep. #2-15) - miembro                                          |
| 2017          | Fantastic Duo                          | panelista                                                      |
| 2017          | Sherlock's Room                        | miembro                                                        |
| 2017          | Living Together in Empty Room          | miembro (ep. #20-22) - junto a Yoon Doo-joon y Lim Ju-eun      |
| 2017          | Oppa Thinking                          | invitado (ep. #9)                                              |
| 2017          | Knowing Bros (Ask Us Anything)         | invitado (ep. #77) - junto a Oh Hyun-kyung                     |
| 2017          | Please Take Care of My Refrigerator    | invitado (ep. #122-123)                                        |
| 2017          | Let's Eat Dinner Together              | cameo (ep. #19)                                                |
| 2017          | Battle Trip                            | participante (ep. #39) - junto a Seo Kyung-deok y Yoo Jae-hwan |
| 2017          | Men Who Leap Through Time              | junto a Heo Young-ji                                           |
| 2017          | King of Mask Singer                    | concursó como "Bitter Shine and Your Story" (ep. #95)          |
| 2017          | My Little Television                   | invitado (ep. #82-83)                                          |
| 2017          | Radio Star                             | invitado (ep. #391, 509)                                       |
| 2017          | Raid the Convenience Store             |                                                                |
| 2016, 2017    | Happy Together                         | invitado (ep. #462, 479, 501)                                  |
| 2016          | Infinite Challenge                     | invitado (ep. 506-507, 513, #530-531)                          |
| 2016          | Love Battle                            | miembro                                                        |
| 2016          | Sister's Slam Dunk                     | invitado (ep. #22)                                             |
| 2016          | Vocal War: God's Voice                 | panelista - (ep. #15-16)                                       |
| 2016          | Tribe of Hip Hop                       | miembro                                                        |
| 2016          | I Can See Your Voice                   | 5 episodios - (ep. #2, 5, 8, 10, 12)                           |
| 2016          | Secretly Greatly                       | invitado - (ep. #1.13)                                         |
| 2015-2016     | Real Men Season 2                      | miembro                                                        |
| 2015-2016     | My Money Partner: The CEO of Next Door | miembro                                                        |
| 2015          | Catch Music If You Can                 | miembro                                                        |
| 2013          | Show Me the Money 2                    | concursante                                                    |

### Presentador
| Año           | Título                        | Notas                                              |
| ------------- | ----------------------------- | -------------------------------------------------- |
| 2018-presente | GOT YA! GWSN                  | junto a Kim Shin-young, Dongwoon y Sojin           |
| 2017-presente | Welcome, First Time in Korea? | junto a Kim Jun-hyun, Shin A-young y Alberto Mondi |
| 2017          | Battle Trip                   | presentador especial (ep. #58-61)                  |
| 2017          | Radio Star                    | ep. #548                                           |

### Series de televisión
| Año  | Título                            | Personaje                   | Canal | Notas                         | Ref.   |
| ---- | --------------------------------- | --------------------------- | ----- | ----------------------------- | ------ |
| 2018 | Queen of Mystery 2                | Park Jae-soon (aka. MC Jay) | KBS2  |                               |        |
| 2024 | Dreaming of a Freaking Fairy Tale |                             | TVING | Serie web, aparición especial | [ 11 ] |

## Discografía
| Año  | Título                | Posiciones máximas del gráfico | Ventas (DL)  | Álbum                                       | Notas                          |
| Año  | Título                | KOR                            | Ventas (DL)  | Álbum                                       | Notas                          |
| Año  | Título                | Gaon                           | Ventas (DL)  | Álbum                                       | Notas                          |
| ---- | --------------------- | ------------------------------ | ------------ | ------------------------------------------- | ------------------------------ |
| 2019 | Is It Love (사랑일까) |                                |              | OST Pt. 6 de "My Strange Hero"              | junto a Soyeon (de Laboum)     |
| 2017 | Must Be The Money     |                                |              | OST de "Good Manager"                       |                                |
| 2017 | The Package           |                                |              | OST de "The Package"                        | junto a Kim Na-young           |
| 2016 | You Look Pretty       |                                |              | OST de "Beautiful Gong Shim"                | junto a Juniel                 |
| 2016 | Foxy Girl             | 189                            | KOR: 12,799+ | The Little Prince                           | junto a Ryeowook               |
| 2015 | Memories              |                                |              | OST de "Cheo Yong 2"                        | junto a Ahn Hyun-jung          |
| 2015 | Do It                 |                                |              | OST de "Last"                               | junto a Hae Rang (TransFixion) |
| 2014 | All For One           |                                |              | OST de "The Three Musketeers"               | junto a N.O.X                  |
| 2014 | Spring Will           |                                |              | OST de "My Spring Day"                      | junto a 2LSON                  |
| 2013 | Potato Star 2013QR3   |                                |              | OST de "Potato Star 2013QR3"                | junto a Kanto y Linzy          |
| 2013 | Drama                 |                                |              | OST de "Love For Ten - Generation of Youth" | junto a G.NA                   |

### Colaboraciones
| Año  | Artistas                   | Canción                         | Título               | Notas |
| ---- | -------------------------- | ------------------------------- | -------------------- | ----- |
| 2016 | DinDin ft. Ash-B           | It's the Freestyle              | OST de "Freestyle 2" |       |
| 2016 | Ryeowook ft. DinDin        | Foxy Girl                       |                      |       |
| 2014 | Hye Ryoung                 | Three Ways To Endure The Sorrow |                      |       |
| 2014 | DinDin ft. Min Ah          | Just Holding Hands              |                      |       |
| 2013 | Roydo ft. DinDin           | Shining Star                    |                      |       |
| 2013 | Koni ft. DinDin            | Rain Sunshine (Be Happy)        |                      |       |
| 2013 | YENA ft. DinDin            | So Hard                         |                      |       |
| 2013 | In Soo Ni ft. DinDin & ZTA | Oh.Bam.Bam                      |                      |       |
| 2013 | 2Lson ft. DinDin & Crybaby | Emotion                         |                      |       |

## Premios y nominaciones
| Año  | Categoría                    | Premio                       | Trabajo           | Resultado |
| ---- | ---------------------------- | ---------------------------- | ----------------- | --------- |
| 2020 | Excellence in Show & Variety | 2020 KBS Entertainment Award | 2 Days & 1 Night  | Ganó      |
| 2017 | Best OST Award               | 10th Korea Drama Award       | Must Be The Money | Ganó      |
| 2017 | Male Entertainer             | Korea First Brand Award      | -                 | Ganó      |